# Crypte Saint-Maur
La crypte Saint-Maur est un édifice situé dans la ville de Verdun, dans la Meuse en région Grand Est.

## Histoire
C'est une ancienne abbaye de bénédictines datant de la première moitié du XIe siècle et qui fut rasée en 1552, il n'existe plus que la crypte qui fut bâtie vers 1011 pour la partie orientale et entre 1020 et 1050 pour la partie occidentale. 
Les siècles des principales campagnes de construction de la maison sont le XVIIIe siècle pour sa construction au-dessus et le XIXe siècle pour sa reconstruction.

## Protection
La crypte Saint-Maur est classée au titre des monuments historiques par décret du 4 avril 1950. Les façades et les toitures sont inscrites au titre des monuments historiques par arrêté du 30 octobre 1974.